# 살리신
살리신(Salicin)은 버드나무 껍질에서 주로 발견되는 β-글루코사이드 물질이다. 섭취 시 항염 작용 및 통증 완화 효과가 있다.
살리실산 및 아스피린과 유사한 약효를 내나, 살리실산에 비해 약효가 약하다. 아스피린의 제조에 사용되기도 하며, 이 경우 글루코스 부분과 살리실산 알코올 부분을 나누어 살리실산 알코올 부분만을 사용한다. 쓴맛을 지닌다.

## 효과
항염, 진통, 해열의 효과가 있으나 살리실산 계열 화합물 보다 효과가 약하다. 부작용으로 오심, 구토 , 발진이 일어날 수 있으며, 매우 드물게 알레르기 반응을 일으킨다.
많은 양을 섭취 시 기관이 손상될 수 있으며, 위궤양, 설사, 출혈 및 속쓰림을 유발할 수 있다.